# Nordfjorden (Spitsbergen)
Nordfjorden is een fjord van het eiland Spitsbergen, dat deel uitmaakt van de Noorse eilandengroep Spitsbergen.
De naam van het fjord betekent noordelijk fjord.

## Geografie
Het fjord is noordwest-zuidoost georiënteerd en heeft een lengte van ongeveer 20 kilometer. Ze mondt in het zuiden uit in het Isfjord, waarvan het de noordelijke tak is. Ze ligt aan de noordkust van het Isfjord en ligt op de grens van de landstreken Oscar II Land, James I Land en Dickson Land.
Het fjord heeft meerdere takken, van west naar oost zijn dat de baai Yoldiabukta, Ekmanfjorden en Dicksonfjorden.
Ongeveer acht kilometer naar het westen ligt de baai Borebukta en ongeveer dertien kilometer oostelijker mondt het fjord Billefjorden uit op het Isfjord.
Het fjord ligt in Nationaal park Nordre Isfjorden.